# بويتشوكية

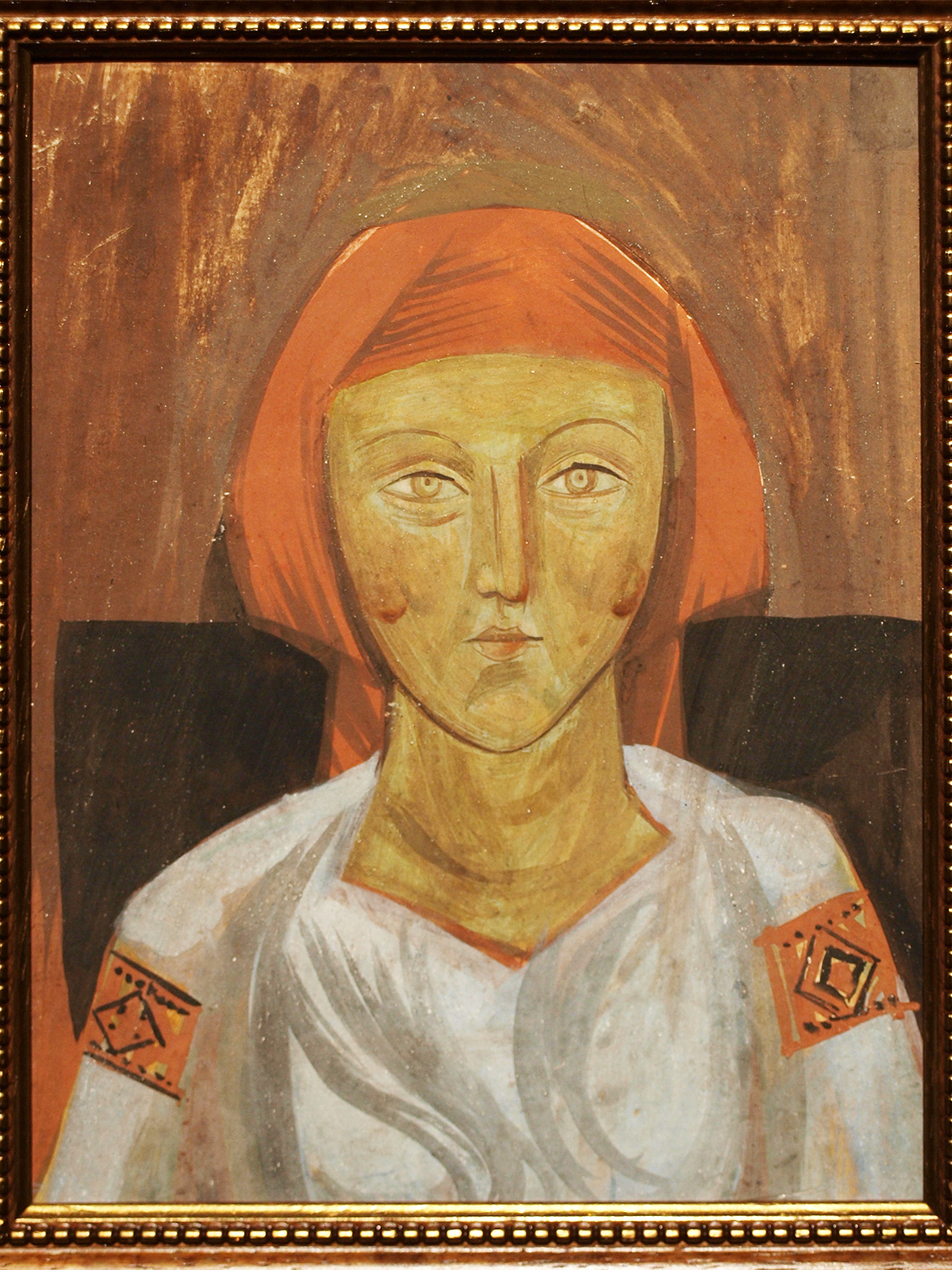
"الفتاة الأوكرانية"، ميخايلو بويتشوك، 1910

البويتشوكية (بالأوكرانية: Бойчукізм) هي ظاهرة ثقافية وفنية في تاريخ الفن الأوكراني بين عشرينيات وثلاثينيات القرن الماضي، تتميز بأسلوبها الفني الضخم التركيبي. كانت مدرسة أصلية للفن الأوكراني، تم تشكيلها من خلال توليفة من الفن الشعبي الأوكراني وفن الكنيسة في بيزنطة، وعصر النهضة وأوكرانيا. يأتي الاسم من اسم مؤسس الحركة ميخايلو بويتشوك [الإنجليزية]، صانع الآثار والفنان الجرافيكي.

## الفن البيزنطي الجديد
لقد فهم الفنانون الأوروبيون في ذلك الوقت مثل بابلو بيكاسو وألكسندر آرتشيبنكو وكازيمير ماليفيتش بشكل مختلف، الروابط بين الطبيعة الروحية للثقافات القديمة ولغة اللدونة. أصبحت البيزنطية والفن الفطري الأوكراني المعالم الفنية للبويتشوكيين.
في عام 1909، أسس بويتشوك استوديو للفن البيزنطي الجديد في باريس، والذي أصبح بداية مدرسته. سعى الفنان لإحياء الفن الأوكراني على أساس أفضل إنجازات الفن البيزنطي والروسي الكييفي. أتقن البويتشكونيون تقنية اللوحات الجدارية في الهواء الطلق و (al secco)، أي باستخدام الأصباغ الرطبة والجافة على التوالي المخففة بالشمع.
أطلق الفرنسيون على هذه الابتكارات اسم التجديد البيزنطي، الذي عُرف فيما بعد باسم مدرسة التوليف الأوكراني أو البويتشوكية.

## نظرية الفن الأوكراني الجديد

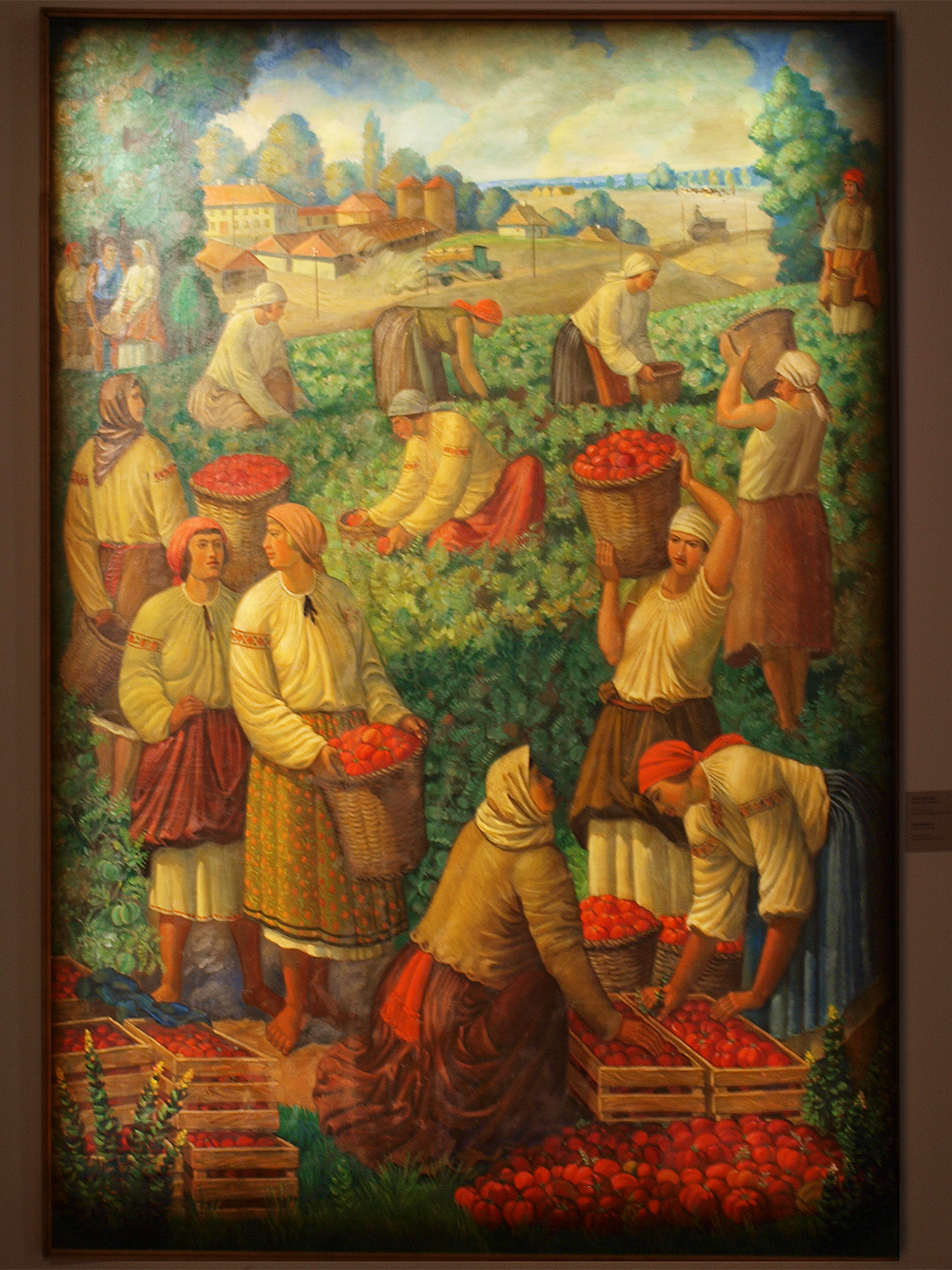
"قطف الطماطم"، إيفان بادالكا، 1932

سعى ميخايلو بويتشوك إلى إصلاح الفن الأوكراني وخلق أسلوب أوكراني جديد كان من المفترض أن يصبح وطنيًا حقًا، ومتجذرًا بعمق في الحياة البشرية اليومية. 
اقترح الفنان نظرية الفن الأوكراني الجديد. وفقًا لنقاد الفن، «أساس البويتشوكية هو خلق أسلوب وطني يتميز بالوضوح التركيبي وثقافة تشكيلية عالية ومتميزة». طوّر البويتشوكيون «مفهومًا للأسلوب الضخم، حيث تتشابك تسطيح الزينة، التي تتميز بها اللوحات الجدارية البيزنطية، عضوياً، مع تناغم صارم ومتوازن وإيقاعي ولون بين الأيقونات الشعبية واللوحات الشعبية الأوكرانية». وتتميز أعمالهم «ببساطة الرسم والإيقاع الرشيق للتركيبات والترتيب العقلاني للكتل والخطوط».
لم يُركز البويتشوكيون على مجال تكوين الحامل، ولكن على تنظيم البيئة البشرية ومفهوم واضح لخلق الفن الوطني.

## الضخامة الأوكرانية
على مدار ما يقرب من عشر سنوات، تم تشكيل أسلوب البويتشوكية، من التجديد الباريسي البيزنطي إلى البناء الضخم الأوكراني. في ديسمبر 1917، تأسست أكاديمية الدولة الأوكرانية للفنون، والتي تضم مدرسة ضخمة.
كانت السمات المميزة للإبداع الجماعي للبويتشوكيين هي استخدام تمبيرا بدلاً من الزيت، والعودة إلى التراث التاريخي، واستخدام التوفيق بين الشكل الفني.
في عشرينيات القرن الماضي، كان البويتشوكيون يطورون مدارسهم الخاصة: صوفيا ناليبينسكا بويتشوك وإيفان بادالكا في الرسومات، وفاسيل سيدليار، وأوكسانا بافلينكو وسيرهي كولوس في التصميم الصناعي، وهريهوري كومار في الرسم الضخم.
يأمل البويتشوكيون في استخدام الضخامة لتجسيد النموذج المثالي المتوقع للحياة المتناغمة. لقد ابتكروا فنًا طليعيًا، وعملوا على توليف التراث الثقافي وشكل فني متجدد. لقد حولوا الحياة اليومية للقرية الأوكرانية إلى عمل مقدس.
في نهاية عام 1925، تأسست جمعية الفن الثوري الأوكراني (ARMU) في كييف، لتوحيد البويتشوكيين. عزّزت الجمعية إدخال الفن في الحياة اليومية، ودمجه مع الحياة، ونفت الواقعية الطبيعية. كان البويتشوكيون يطمحون إلى الهوية الوطنية للفن الأوكراني.
بين عامي 1919 و 1935، رسم البويتشوكيون أكثر من اثني عشر لوحة جماعية ضخمة في كييف وخاركيف وأوديسا وأوديسا أوبلاست.

## القمع
لم تنسجم المبادئ الأيديولوجية والفنية للبويتشوكيين مع الإطار المقدس «للفن السوفيتي»، وأثارت اتهامات من «الاشتراكيين المناضلين» بتشويه صور الشعب السوفييتي والواقع الاشتراكي.
في مطلع عشرينيات وثلاثينيات القرن الماضي، كثّفت السلطات البلشفية قمعها الوحشي ضد «مزارع الكولاك» في الريف الأوكراني. بسبب هيمنة موضوع الفلاحين في أعمال البويتشوكيين، اتهموا بنشر العنصر البرجوازي-الكولاك، والقومية والشكلية.
تم تدمير جميع لوحات المجموعة الضخمة من البويتشوكيين. من بين كل تراث البويتشوكية، ة بقيت بعض الأعمال التخطيطية فقط.

## صور

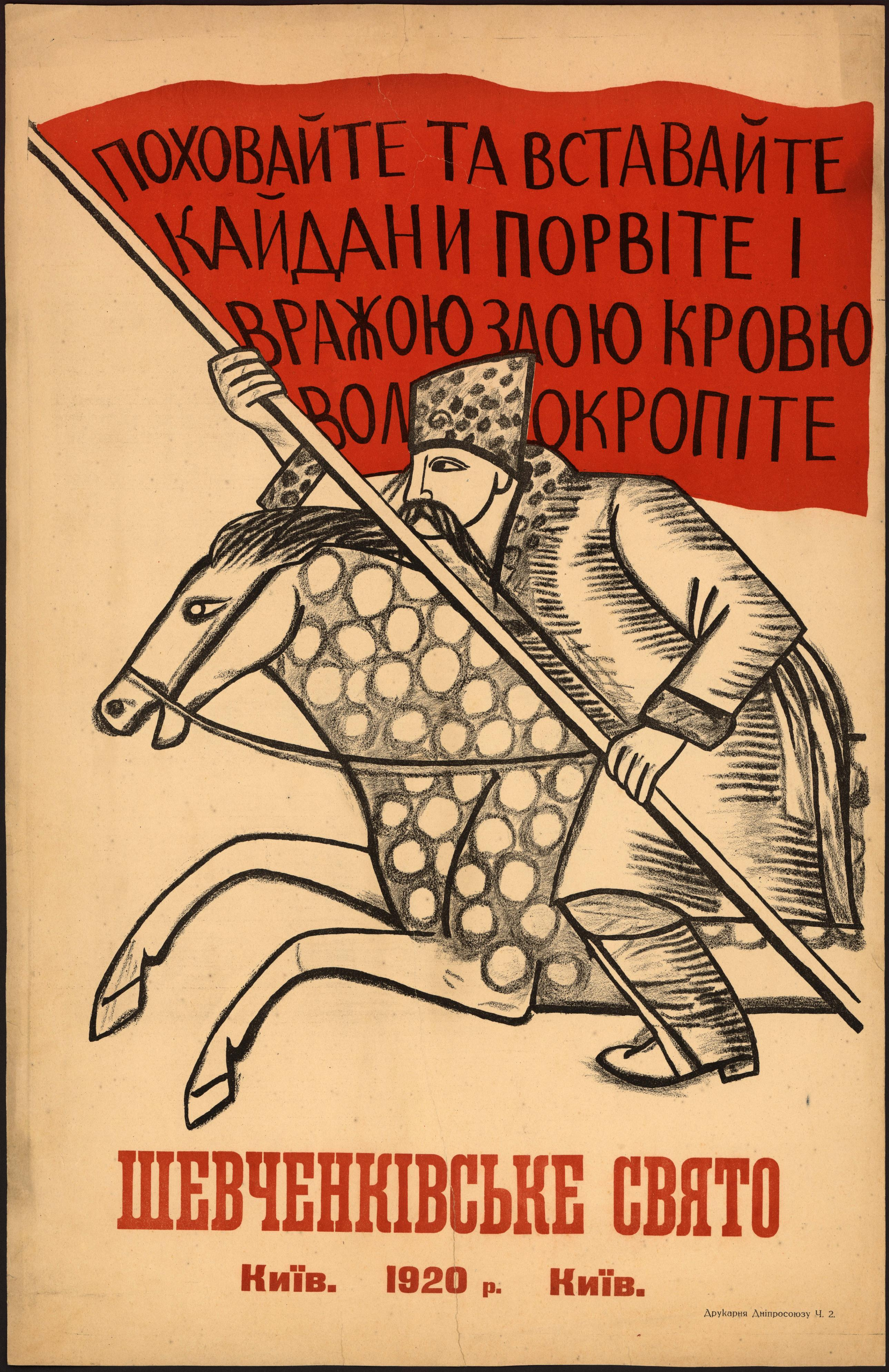
عطلة شيفتشينكو، ميخايلو بويتشوك 1920
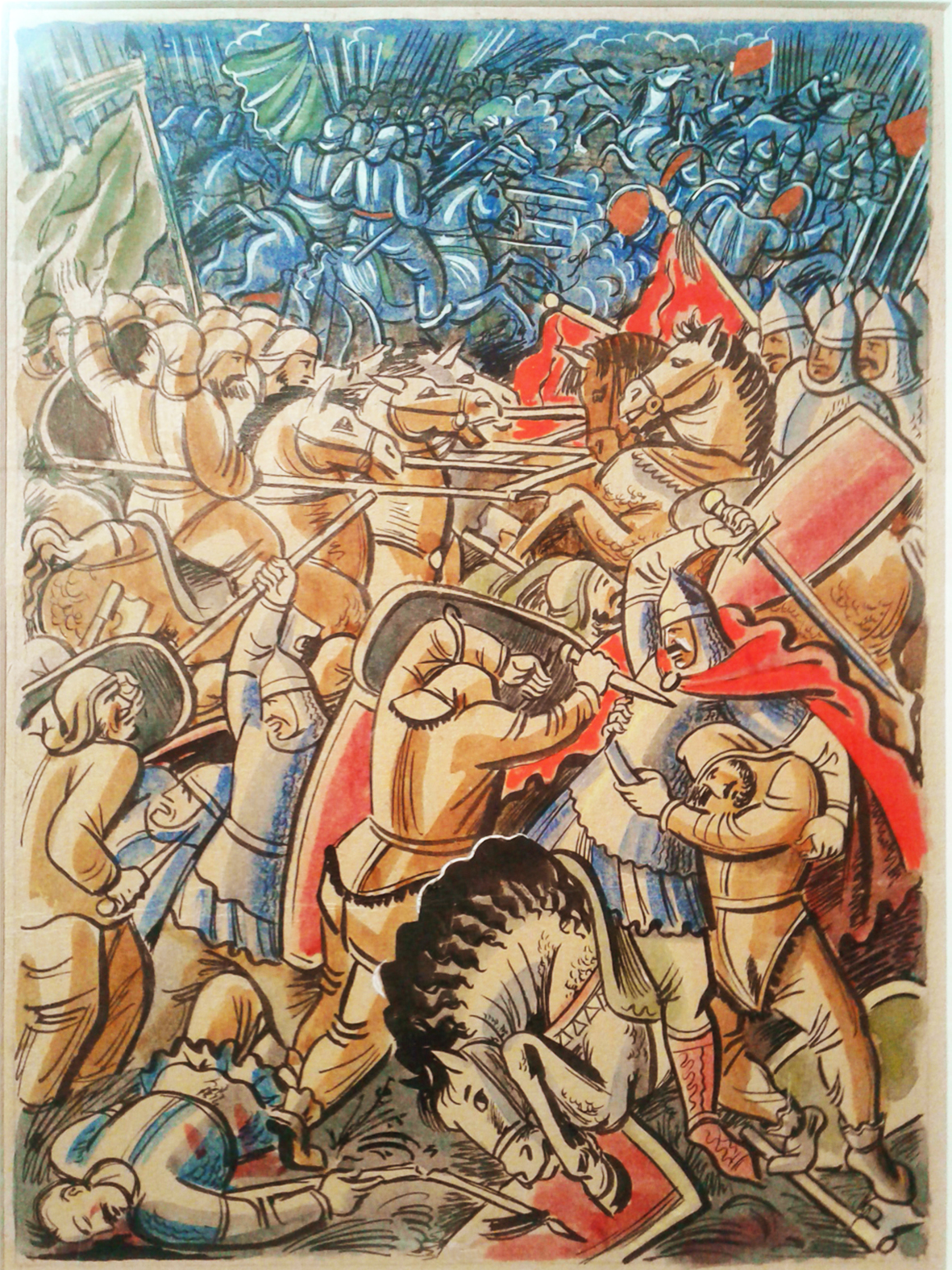
رسم تخطيطي لحكاية حملة إيغور، آي بادالكا، 1928
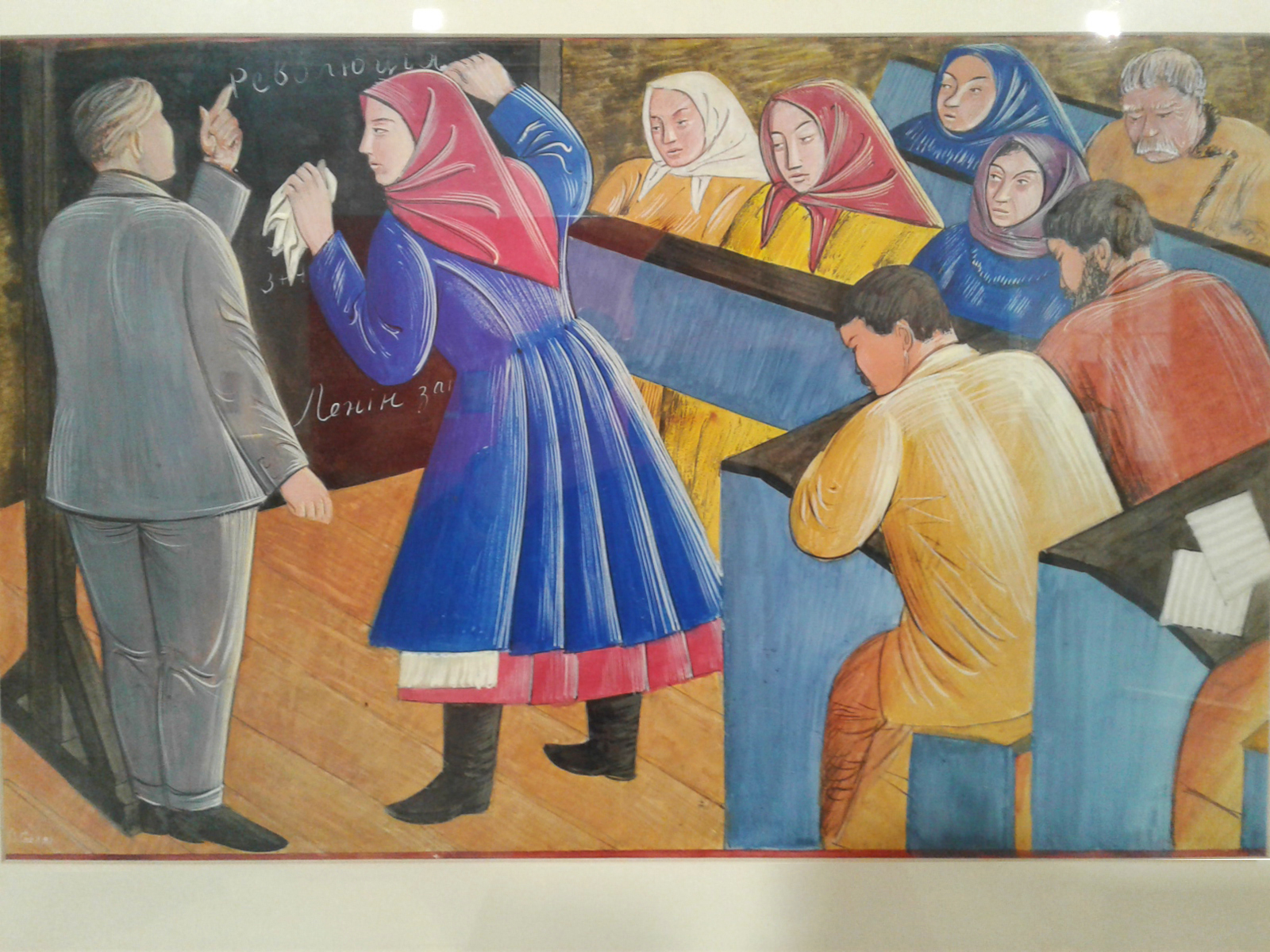
في مدرسة ليكنيب، فاسيل سيدليار